# Kabambare
Kabambare är ett territorium i Kongo-Kinshasa. Det ligger i provinsen Maniema, i den sydöstra delen av landet, 1 400 km öster om huvudstaden Kinshasa.